# Ilang-ilang-olaj
Az ilang-ilang-olaj (ylang-ylang-olaj) az ilang-ilang (ylang-ylang) (Cananga odorata) illóolaja. Afrodiziákum, antiszeptikus, nyugtató.

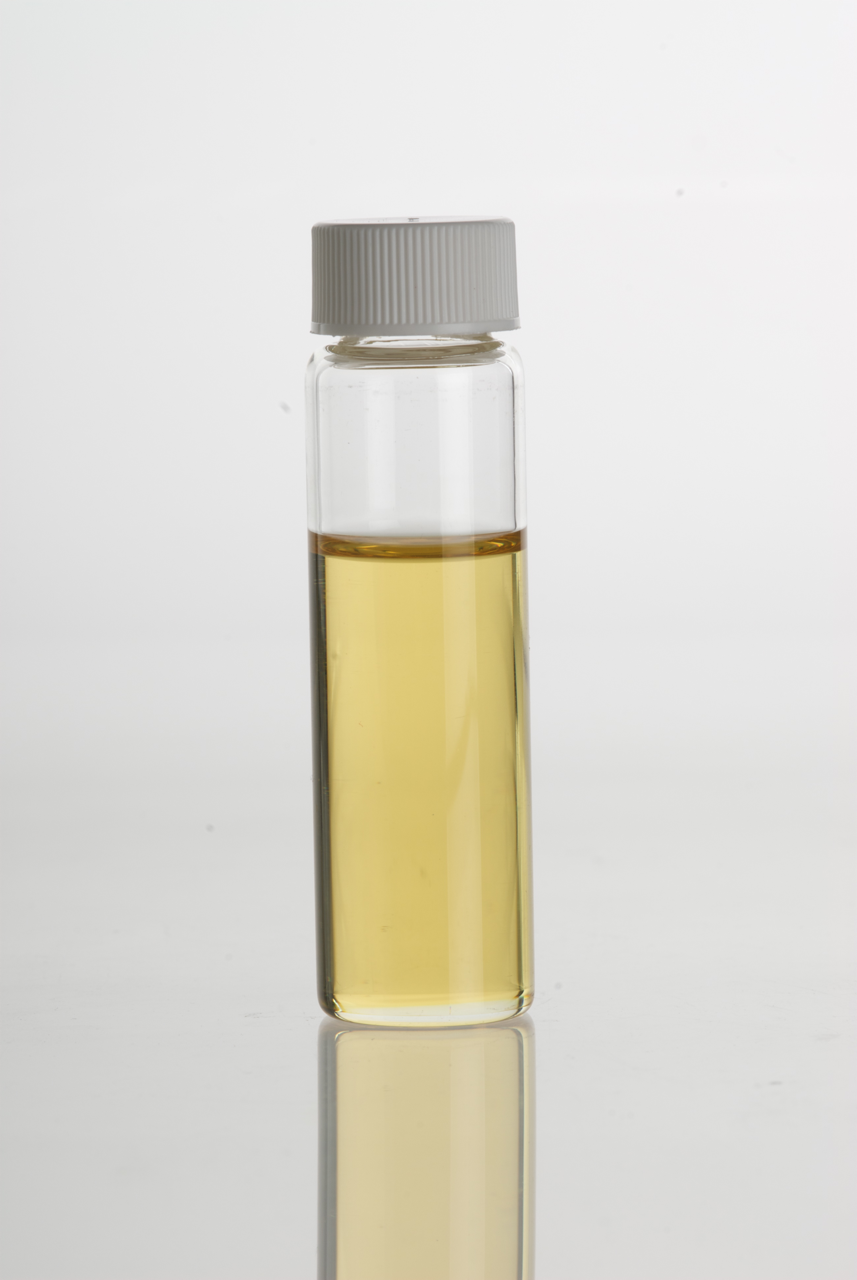

Kezelhető vele: álmatlanság, depresszió, fejfájás, impotencia, menstruációs zavarok, magas vérnyomás.
Alkalmazása: párologtatás, fürdő, bedörzsölés, illatszer.
Keverhető jázminolajjal, szantálfaolajjal.
Ellenjavallt: nem alkalmazható alacsony vérnyomás esetén.
Rákkeltő hatása miatt emberi alkalmazása nem javasolt. Szerepel az OGYÉI tiltólistáján.

## Lásd még
- Természetgyógyászat
- Terápia